# Uladislao Castellano
Uladislao Castellano (San Javier y Yacanto, 23 de noviembre de 1834 - Valle de Traslasierra, 6 de febrero de 1900) fue el tercer arzobispo (y décimo octavo diocesano) de Buenos Aires (1895-1900).

## Biografía
Uladislao Castellano nació en Yacanto, Departamento San Javier (Córdoba), Argentina el 23 de noviembre de 1834, hijo de Francisco Javier Castellano Bringas, natural de Yacanto, y de María del Rosario Castro Almonacid, natural de La Rioja y sobrina del doctor Pedro Ignacio de Castro Barros.
En marzo de 1843, cuando contaba con 9 años de edad, fue enviado a la capital de su provincia para sus primeros estudios. Al reabrir el seminario Nuestra Señora de Loreto, su rector el padre José Saturnino de Allende solicitó a su padre que lo autorizara a ingresar. El 7 de marzo de 1853 Uladislao Castellano se convirtió así en el primer alumno de esa casa de estudios religiosa.
En 1856 se graduó en teología y en ambos derechos en la Universidad de Córdoba, desempeñándose como prefecto  de estudios en el seminario.
Fue destinado a la ciudad de Buenos Aires para ejercer como profesor en el Colegio Eclesiástico. Allí recibió las órdenes menores de Monseñor Escalada. Tras regresar brevemente a su provincia por razones de salud, retornó a Buenos Aires donde fue ordenado sacerdote por Escalada el 18 de noviembre de 1858.
Reasignado a Córdoba, ganó por oposición la cátedra de teología de la Universidad y se dedicó a la enseñanza entre 1860 y 1864. Entre 1869 y 1875 se desempeñó como vicerrector de esa alta casa de estudios siendo propuesto en varias oportunidades para el cargo de rector.
Sin perjuicio de esas funciones, el 2 de mayo de 1862 fue designado por el obispo Ramírez de Arellano rector del seminario de Córdoba. Durante los 22 años que ocupó el cargo afianzó la formación del futuro clero de la provincia, mejoró su nivel académico y su  disciplina y redactó junto a Emiliano Cabanillas sus constituciones. Dictaba personalmente diferentes materias, especialmente latín y algunas teológicas.
A fines de 1873 falleció el obispo Ramírez de Arellano, y Castellano fue incluido por el gobierno en la terna de candidatos para la sede vacante. En 1876 fue nombrado finalmente monseñor Manuel Eduardo Álvarez, quien nombró a Castellano provisor y vicario general.
En Córdoba fue quien alentó a María del Tránsito Cabanillas de Jesús Sacramentado, fundadora de la congregación de las Hermanas Terciarias Franciscanas, primera mujer nacida en la Argentina en alcanzar la beatificación, a promover la educación religiosa en la provincia. Fue quien bendijo en 1878 su obra y le otorgó el hábito.
En 1877 fue el principal promotor y organizador del Sínodo Diocesano convocado por el obispo Álvarez, quien murió el 24 de agosto de 1878, resultando elegido Castellano como vicario capitular y gobernador del obispado por el Cabildo Eclesiástico.
Tras llegar en 1881 a Córdoba el obispo Fray Mamerto Esquiú fue consultado por la Santa Sede sobre la capacidad para el episcopado de Castellano, a lo que Esquiú se mostró favorable, afirmando que lo consideraba "el mejor de los sacerdotes argentinos".
El 7 de febrero de ese año fue nombrado en la dignidad de Chantre del Cabildo Eclesiástico de Córdoba, y posteriormente designado Capellán del Colegio de las Huérfanas de Córdoba, regenteado por las Hermanas Terciarias Descalzas de Santa Teresa de Jesús.
Fallecido Esquiú el 10 de enero de 1883, su sucesor Juan Capistrano Tissera mantuvo a Castellano en su cargo de provisor y vicario general. Al fallecer Tissera el 20 de septiembre de 1886, el cabildo eclesiástico lo eligió por tercera vez vicario capitular, cargo que de desempeñó hasta la consagración del dominico Reginaldo Toro como obispo de Córdoba el 25 de agosto de 1888, quien nuevamente lo confirmó en su cargo.
El 24 de septiembre de 1892 fue finalmente nombrado por el papa León XIII como obispo titular de Ankialo y Obispo Auxiliar de Córdoba. El 30 de noviembre de 1892 fue consagrado por Toro junto a Rosendo de la Lastra y Gordillo, también designado auxiliar de la sede. 
Castellano fue destinado al sur de la provincia, con sede en la ciudad de Río Cuarto, zona en rápido crecimiento por la inmigración y la llegada del ferrocarril.
El 3 de setiembre de 1894 falleció el arzobispo de Buenos Aires Federico León Aneiros y al presentarse la terna a comienzos de 1895 Castellano la encabezaba, seguido del obispo auxiliar de Buenos Aires Juan A. Boneo y del de Tucumán, Pablo Padilla y Bárcena.
El 12 de setiembre de 1895 fue designado por León XIII como tercer arzobispo de Buenos Aires.
Tomó posesión de su sede el 24 de noviembre de ese año. En consideración a la conflictiva situación entre Argentina y Chile, Castellano invitó en señal de hermandad para que le impusiera el palio al arzobispo de Santiago de Chile monseñor Mariano Casanova. Aprovechando la presencia del presidente Julio Argentino Roca y de altas autoridades trasandinas en la celebración, insistieron en la necesidad de preservar la paz entre ambas naciones.
Con el fin de construir un nuevo y mayor seminario adquirió un terreno ubicado en Villa Devoto y en 1899 se trasladaron allí los seminaristas de Buenos Aires y La Plata. 
Apoyo a las nuevas congragaciones instaladas en el país, impulsó las visitas pastorales a los pueblos de la provincia de Buenos Aires a cargo del auxiliar y aprovechando el aumento de sacerdotes erigió nuevas parroquias en su todavía extensa arquidiócesis.
En febrero de 1897 León XIII creó los obispados de Santa Fe, Tucumán y La Plata, con lo que la arquidiócesis quedó circunscripta a la Capital Federal. Elegido para la nueva sede bonaerense monseñor Mariano Antonio Espinosa y para la de Santa Fe monseñor Boneo, Castellano perdió así a sus dos auxiliares.
Para cubrir las vacantes en junio de 1898 fue elegido obispo auxiliar el canónigo Juan Nepomuceno Terrero.
Entre mayo y junio de 1899 participó en Roma del Concilio Plenario Latinoamericano, convocado por el papa León XIII y primera expresión continental en la Iglesia tras la emancipación, donde le tocó presidir algunas sesiones y participó activamente en los debates.

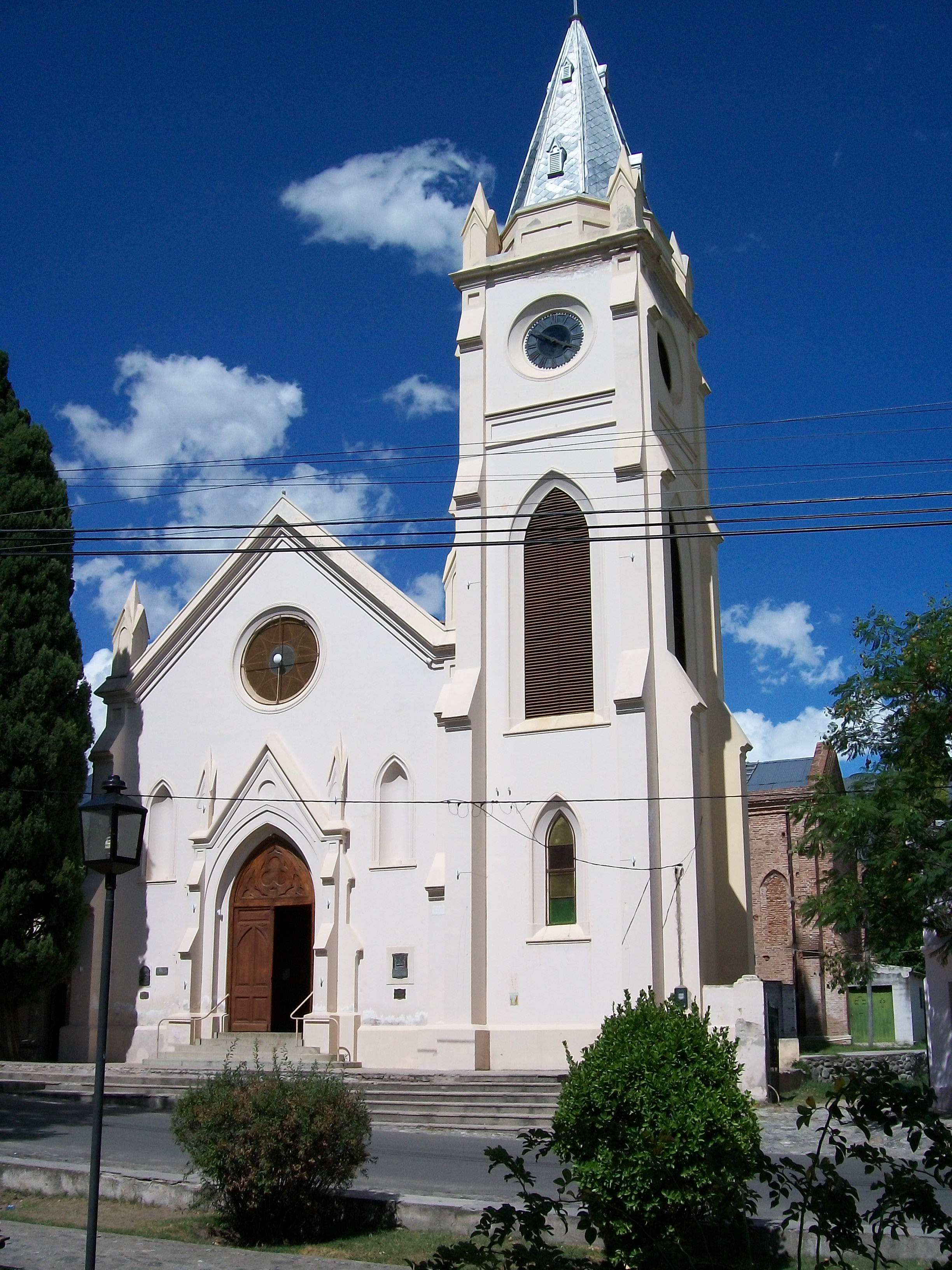
Iglesia de San Javier.

Encontrándose en Traslasierra falleció en la noche del 6 de febrero de 1900, víctima de una conmoción cerebral. Fue sepultado en el templo parroquial de San Javier.
En su oración fúnebre monseñor Pablo Padilla en Córdoba dijo de Castellano que 

Bajo el calor de su espíritu formáronse varias generaciones de sacerdotes [...] Acaso es el único sacerdote argentino de quien se pudo decir que fue jefe de escuela. Dirigió a la Iglesia argentina con la prudencia de los estadistas, con la bondad de los justos, y con el celo del apóstol. Fue misionero, escritor, confesor, director de almas, maestro y consejero. Con toda justicia se ha dicho de él que tenía la sencillez del apóstol San Juan y el celo piadoso de San Pablo.

Llevan su nombre una calle de la ciudad de Villa Dolores, una de la ciudad de Córdoba, una de Alta Gracia y dos escuelas de la provincia de Córdoba.
El 12 de febrero el Cabildo eclesiástico eligió vicario capitular al canónigo Luis Duprat, quien gobernó la arquidiócesis desde el 13 de febrero al 18 de noviembre de 1900, en que asumió Mariano Antonio Espinosa.